# LSV Neubrandenburg
LSV Neubrandenburg (celým názvem: Luftwaffen-Sportverein Neubrandenburg) byl německý vojenský fotbalový klub, který sídlil v meklenburském městě Neubrandenburg. Klub patřil pod letecké jednotky Luftwaffe. Založen byl v roce 1939, zanikl v roce 1944. Klubové barvy byly modrá a bílá.
Největším úspěchem klubu byla celkem dvojroční účast v Gaulize Mecklenburg, jedné ze skupin tehdejší nejvyšší fotbalové soutěže na území Německa.

## Umístění v jednotlivých sezonách
Stručný přehled
Zdroj: 
- 1942–1944: Gauliga Mecklenburg

Jednotlivé ročníky
Zdroj: 
Legenda: Z - zápasy, V - výhry, R - remízy, P - porážky, VG - vstřelené góly, OG - obdržené góly, +/- - rozdíl skóre, B - body, červené podbarvení - sestup, zelené podbarvení - postup, fialové podbarvení - reorganizace, změna skupiny či soutěže
| Velkoněmecká říše (1942 – 1944) |                     |        |    |   |   |   |    |    |     |    |        |
| Sezóny                          | Liga                | Úroveň | Z  | V | R | P | VG | OG | +/- | B  | Pozice |
| 1942/43                         | Gauliga Mecklenburg | 1      | 12 | 5 | 3 | 4 | 24 | 28 | -4  | 13 | 4.     |
| 1943/44                         | Gauliga Mecklenburg | 1      | 17 | 8 | 2 | 7 | 42 | 28 | +14 | 18 | 5.     |